# Идеофрения
Идеофрени́я (от др.-греч. ἰδέα — «идея, образ» + φρήν — «ум, мышление, мысль») — устаревший медицинский диагноз, на данный момент соответствующий современной шизофрении. Выделена как самостоятельная нозоологическая единица В. Х. Кандинским. Описание и систематика идеофрении В. Х. Кандинским предвосхитила работы Эмиля Крепелина и Эйгена Блейлера о распознавании и классификации шизофрении.
Выделялись следующие формы идеофрении: периодическая, простая, кататоническая, острая, хронически галлюцинаторная, вяло протекающая, а также указывалась возможность исхода болезни в слабоумие.
По описаниям В. Х. Кандинского, при идеофрении на первом плане стоит расстройство как сферы мышления, так и сферы чувственных представлений. Первый период заболевания характеризуется беспорядочной и усиленной интеллектуальной деятельностью — интеллектуальным бредом (неправильный и быстрый ход мышления, насильственные и ложные представления). Галлюцинации возникают и достигают особой живости и стабильности при значительном истощении мозга. При острой идеофрении вместе с псевдогаллюцинациями слуха и зрения идут обыкновенные слуховые и осязательные галлюцинации, что и составляет чувственный бред идеофреников. Бред состоит из смеси (в разной пропорции) ложных идей величия и преследования.
Описаны В. Х. Кандинским и случаи шизофазии у хронически больных идеофренией. Мышление их характеризуется рядом «слов или фраз без тени общего смысла… такие лица совсем утратили способность устанавливать между своими представлениями связь».
Лечение идеофреников В. Х. Кандинский проводил большими дозами опиума.